# Heterotanais groenlandicus
Heterotanais groenlandicus är en kräftdjursart som beskrevs av Hansen 1913. Heterotanais groenlandicus ingår i släktet Heterotanais och familjen Leptocheliidae. Inga underarter finns listade i Catalogue of Life.